# Seminole (Texas)
Pour les articles homonymes, voir Séminole (homonymie).
La ville américaine de Seminole est le siège du comté de Gaines, dans l’État du Texas. Elle comptait 6 430 habitants lors du recensement de 2010.

## Climat
Le climat est froid semi-aride (BSk selon la classification de Köppen) affecté par l'altitude avec des saisons bien définies, plus extrêmes et plus sèches que la plupart des grandes villes du Texas. La température la plus basse mesurée dans l'État était dans la ville avec −31 °C, enregistrée le 8 février 1933.
| Mois                                  | jan.     | fév.     | mars     | avril           | mai     | juin    | jui.    | août    | sep.    | oct.    | nov.     | déc.     | année    |
| ------------------------------------- | -------- | -------- | -------- | --------------- | ------- | ------- | ------- | ------- | ------- | ------- | -------- | -------- | -------- |
| Température minimale moyenne (°C)     | −2,3     | −0,7     | 3,2      | 7,2             | 12,8    | 17,8    | 19,6    | 19      | 15,2    | 8,9     | 2,2      | −1,8     | 8,3      |
| Température moyenne (°C)              | 5,5      | 7,7      | 11,8     | 16,3            | 21,3    | 25,9    | 26,9    | 26,4    | 22,4    | 16,9    | 10,1     | 5,9      | 16,3     |
| Température maximale moyenne (°C)     | 13,4     | 16,1     | 20,5     | 25,3            | 29,8    | 33,9    | 34,3    | 33,7    | 29,7    | 24,9    | 18,1     | 13,6     | 24,3     |
| Record de froid (°C) date du record   | −23 1962 | −31 1933 | −13 1980 | −7 1973         | −2 1929 | 7 1975  | 10 1923 | 11 1974 | 1 1924  | −7 1993 | −30 1922 | −29 1922 | −31 1933 |
| Record de chaleur (°C) date du record | 28 1974  | 31 1962  | 35 1971  | 37 1943 et 1972 | 43 2000 | 46 1994 | 45 1958 | 43 1936 | 41 2011 | 39 1977 | 32 1952  | 28 1939  | 46 1994  |
| Précipitations (mm)                   | 18       | 17,5     | 25,7     | 27,4            | 51,6    | 47,2    | 52,1    | 47,5    | 70,1    | 34,3    | 25,1     | 17       | 433,5    |
| dont neige (cm)                       | 5,6      | 5,1      | 2,8      | 0,76            | 0       | 0       | 0       | 0       | 0       | 0       | 0,8      | 1,7      | 8,2      |
| Nombre de jours avec précipitations   | 4,1      | 3,9      | 3,7      | 3,1             | 4,8     | 5,3     | 5,2     | 5,7     | 5,8     | 4,5     | 3,6      | 2,9      | 52,6     |

| Diagramme climatique                                  |              |             |             |              |              |              |            |              |             |             |            |
| J                                                     | F            | M           | A           | M            | J            | J            | A          | S            | O           | N           | D          |
| 13,4−2,318                                            | 16,1−0,717,5 | 20,53,225,7 | 25,37,227,4 | 29,812,851,6 | 33,917,847,2 | 34,319,652,1 | 33,71947,5 | 29,715,270,1 | 24,98,934,3 | 18,12,225,1 | 13,6−1,817 |
| Moyennes : • Temp. maxi et mini °C • Précipitation mm |              |             |             |              |              |              |            |              |             |             |            |

## Personnalités liées à la ville
Les chanteurs de country en:Larry Gatlin et Tanya Tucker sont nés à Seminole.